# Gusti Bretter
Auguste „Gusti“ Bretter (* 5. März 1896 in Wien, Österreich-Ungarn als Auguste Mändl; † 2. Juli 1946 in Schweden) war eine österreichische Pädagogin, Journalistin und Archivarin.

## Leben
Gusti Bretter wurde am 5. März 1896 als Tochter von Leopold „Leo“ Mändl (1864–1929), einem Buchdrucker, und dessen Ehefrau Alice Mändl (geborene Ripper, 1873–1959) mit dem Namen Auguste Mändl geboren. Etwa zweieinhalb Jahre später kam ihr Bruder Hans (1898–1973) zur Welt. Nach erfolgreichem Studium – als Dissertation veröffentlichte sie im Jahre 1918 einen Beitrag zur Begründung der Sozialpolitik – begann sie in ihrer Heimatstadt eine Karriere als Pädagogin. In ihrer Heimat heiratete sie den Juristen Daniel Bretter und arbeitete zuletzt, bis zum Anschluss Österreichs, als Leiterin einer Reformschule, einer sogenannten Waldorfschule, vermutlich an der Rudolf Steiner-Schule Wien-Mauer. Hier startete sie an der Seite von Hannah Krämer-Steiner (1895–1984) mit einer kleinen Zahl von Kindern mit dem Unterricht der untersten Schulstufen. Nachdem die Waldorfschule nach dem Anschluss Österreichs im Jahre 1938 verboten wurde, emigrierte sie, da sie von der NS-Rassengesetzgebung betroffen war, in den Jahren 1938/39 nach Schweden. Ihr Vater war bereits einige Jahre zuvor verstorben, ihre Mutter folgte ihr nach Schweden. Im skandinavischen Land arbeitete sie unter anderem freiberuflich als Journalistin und war ab 1943 als Archivarbeiterin tätig. Hier wurde zwei Jahre nach ihrem Ableben das Buch mit dem schwedischen Titel Skolan i den totalitära staten (dt. Die Schule im totalitären Staat) veröffentlicht. Ihr Buch war eine Abrechnung mit den nationalsozialistischen Unterrichtsmethoden. Am 2. Juli 1946 verstarb Bretter 50-jährig in Schweden. Ihre Mutter überlebte sie um weitere 13 Jahre und verstarb am 7. Mai 1959 in der schwedischen Hauptstadt Stockholm.

## Werke (Auswahl)
- 1918: Beitrag zur Begründung der Sozialpolitik, Dissertation[3]
- 1948: Skolan i den totalitära staten (dt. Die Schule im totalitären Staat)[4]